# Nicéphore Fylla de Saint-Eudes
Pour les articles homonymes, voir Fylla et Saint-Eudes.
Nicéphore Fylla de Saint-Eudes (parfois appelé Nick Fylla, de son nom complet Antoine Nicéphore Thomas Fylla de Saint-Eudes) est un homme politique congolais né en 1956. Il est ministre du Développement industriel et de la Promotion du secteur privé depuis 2021, ainsi que député de Kinkala (Pool) depuis 2017.
Président-fondateur du Parti républicain libéral (PRL), un parti d'opposition, il fut candidat à la présidentielle de 2009. Il fut également député de la 1re circonscription de Poto-Poto (2002-2007), sénateur du département de Brazzaville (2011-2016) et enfin ministre de l'Enseignement technique et professionnel, de la Formation qualifiante et de l'Emploi (2016-2021).
Il fut en outre PDG de la Société agricole de raffinage industriel du sucre (Saris-Congo) de 2003 à 2009.

## Biographie

### Études et carrière privée
Né Antoine Nicéphore Thomas Fylla de Saint-Eudes en 1956, il part étudier à Grenoble (France) où il obtient un doctorat en sciences économiques et politiques.
Expert-comptable de profession, il est agrégé par la CEMAC. En 2003, il devient PDG de la Société agricole de raffinage industriel du sucre (Saris-Congo), une société sucrière installée à Nkayi (Bouenza), qu'il quitte en 2009. Parallèlement, il est administrateur général du cabinet d'expertise-comptable et d'audit Rainbow Finance SA. 
Il passe également 20 ans au sein du cabinet Ernst & Young, au sein duquel il devient directeur chargé de la gestion du Congo et des pays des Grands Lacs.

### Carrière politique
En 1991, il fonde le Parti républicain libéral (PRL), membre de l'opposition modérée au Président Denis Sassou-Nguesso. Les principes fondateurs du parti sont notamment la laïcité, la démocratie, l'économie libérale maîtrisée, la protection de l'environnement ou encore la réduction des inégalités. 
Durant les élections législatives de 2002, il est élu député de la 1re circonscription de Poto-Poto (Brazzaville) dès le premier tour, avec 61,26 % des voix,. Il sera remplacé en 2007 par Jean de Dieu Kourissa (PCT).
Il se porte candidat lors de l'élection présidentielle de 2009, et finit 3e sur 13 candidats, avec 6,98 % des voix.
Lors des élections sénatoriales de 2011, il est élu sénateur dans le département de Brazzaville sous l'étiquette du PRL. Au sein du Sénat, il préside la Commission économie et finances.
Le 30 avril 2016, il est nommé ministre de l'Enseignement technique et professionnel, de la Formation qualifiante et de l'Emploi dans le gouvernement Mouamba I, et succède le 6 mai à Serge Blaise Zoniaba. Il quitte à cette occasion son siège de sénateur.
Lors des élections législatives de juillet 2017, il est élu député de Kinkala, dans le département du Pool. Il succède ainsi à Guy Brice Parfait Kolélas et prend ses fonctions lors de la rentrée parlementaire du 19 août. Lors du remaniement faisant suite aux élections législatives, il est reconduit dans ses fonctions au sein du gouvernement Mouamba II.
En juillet 2018, des membres de l'opposition lui demandent d'éclaircir sa position ainsi que celle de son parti, rappelant que « tout parti politique de l’opposition qui intègre le gouvernement [...] perd le droit de siéger au sein de l’opposition ».
Le 15 mai 2021, il est nommé Ministre du Développement industriel et de la Promotion du secteur privé dans le gouvernement Makosso.